# Посуело-де-Аларкон
Посуело-де-Аларкон (ісп. Pozuelo de Alarcón) — муніципалітет в Іспанії, у складі автономної спільноти Мадрид. Населення — 82 804 особи (2010).
Муніципалітет розташовано на 9 км на захід від Мадрида.
В муніципалітеті розташовані населені пункти: (дані про населення за 2010 рік)
- Лос-Анхелес: 1609 осіб
- Посуело-де-Аларкон: 56490 осіб
- Арройо-Меакес: 4128 осіб
- Ретамарес: 10 осіб
- Умера-Сомосагуас-Прадо-дель-Рей: 14800 осіб
- Монтекларо-Ла-Кабанья: 5767 осіб
- Монте-де-Посуело: 0 осіб

## Демографія
Динаміка населення (INE ):

## Галерея зображень

Розташування муніципалітету у автономній спільноті Мадрид
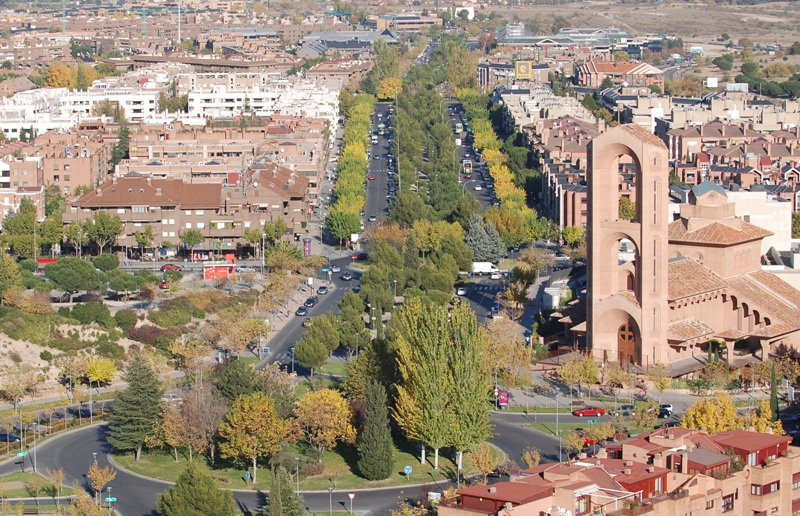
Авеніда-де-Еуропа, Посуело-де-Аларкон
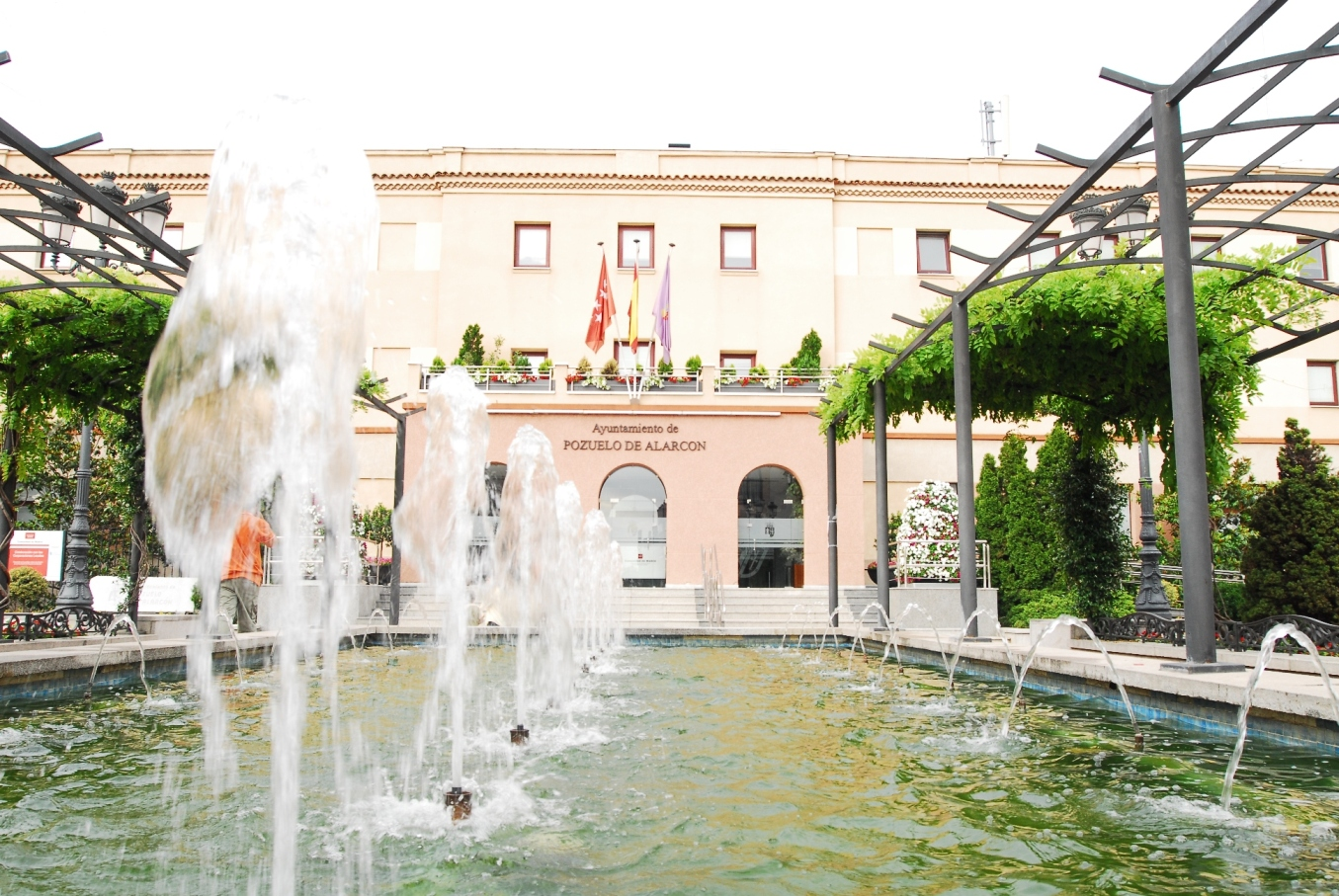
Муніципальна рада Посуело, Пласа-Майор